# Couderay (hrabstwo Sawyer)
Couderay – wieś w Stanach Zjednoczonych, w stanie Wisconsin, w hrabstwie Sawyer.